# Au Faisan Doré

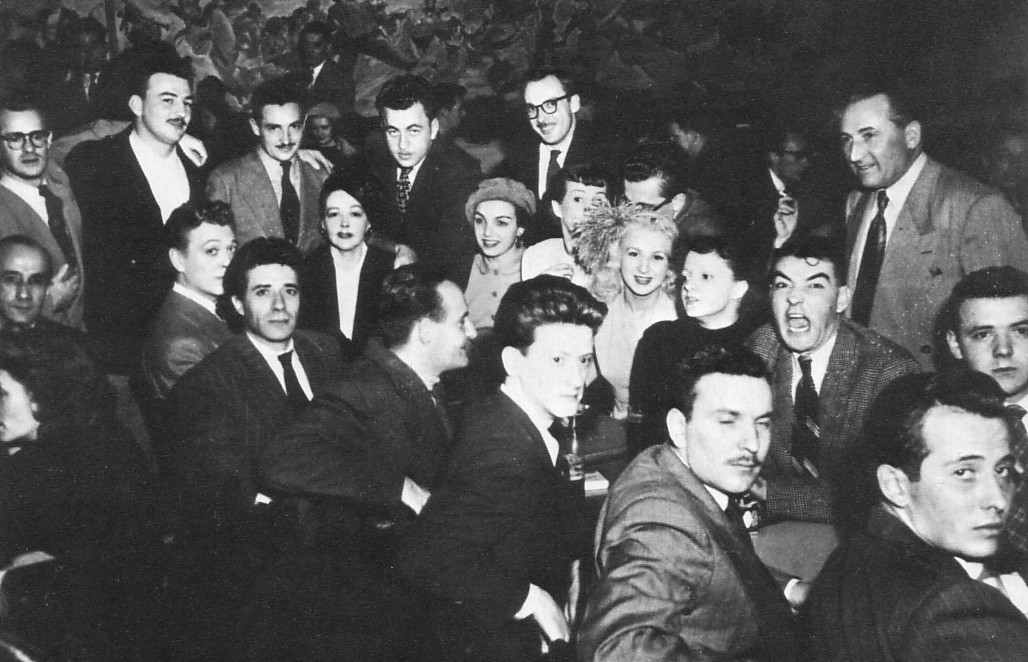
Un groupe d'artistes réunis au Faisan Doré, 1948

Le cabaret Au Faisan Doré fut le premier grand cabaret francophone du Québec. Il permit d'assurer une visibilité à  une multitude d'artistes francophones québécois tout en accueillant de grandes vedettes françaises.
Il était situé au 2e étage d'un immeuble situé au 1417, boulevard Saint-Laurent (juste au nord de la rue Sainte-Catherine) à Montréal et fut ouvert de 1947 à 1950.

## Au Faisan Doré, un cabaret nouveau genre

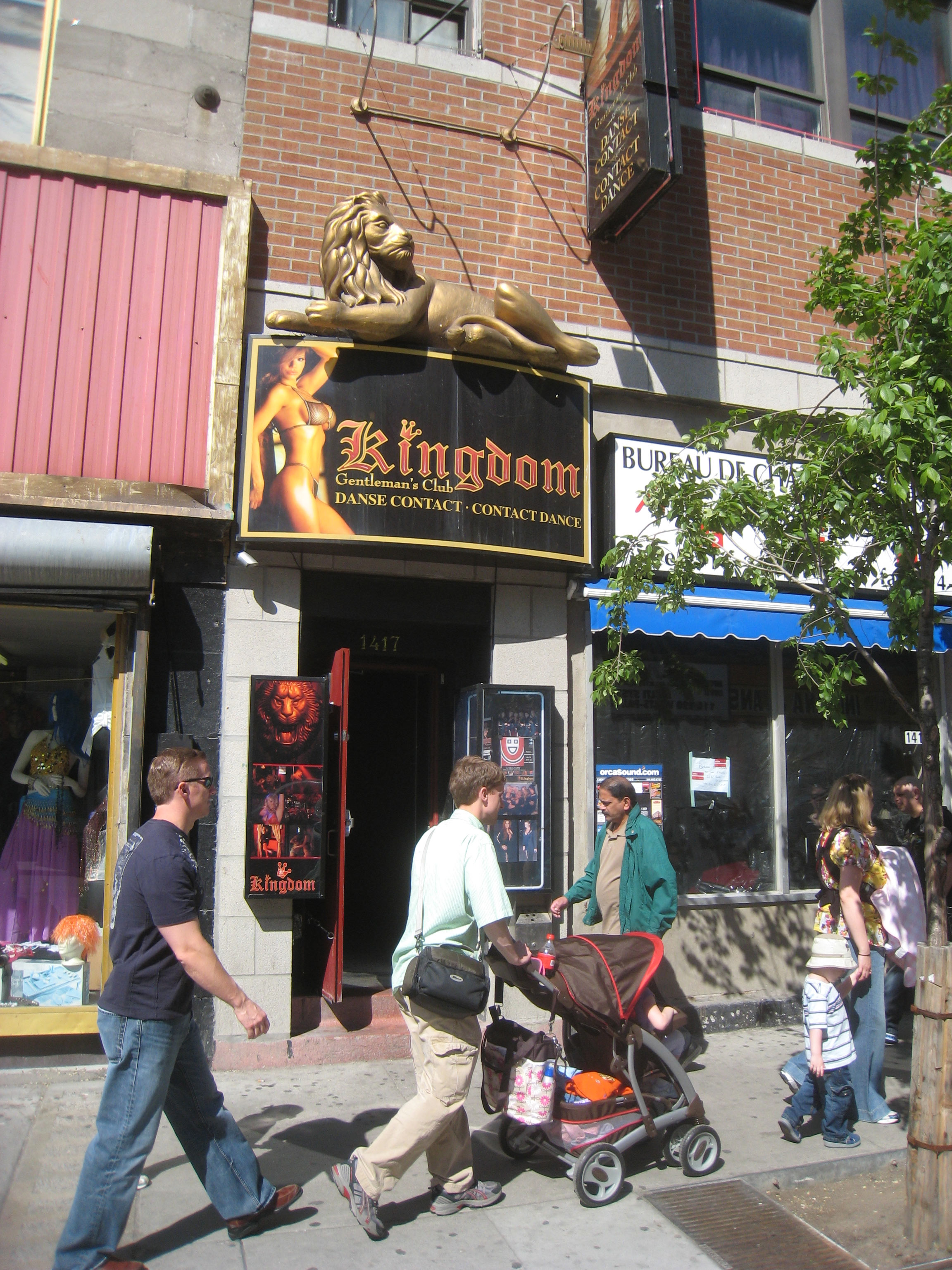
Porte d'entrée de la salle de spectacle située à l'étage du 1417, boul. Saint-Laurent, à Montréal. C'est là que se trouvait le cabaret Au Faisan Doré à la fin des années 1940. Le lieu loge depuis quelques années un club de danseuses érotiques.

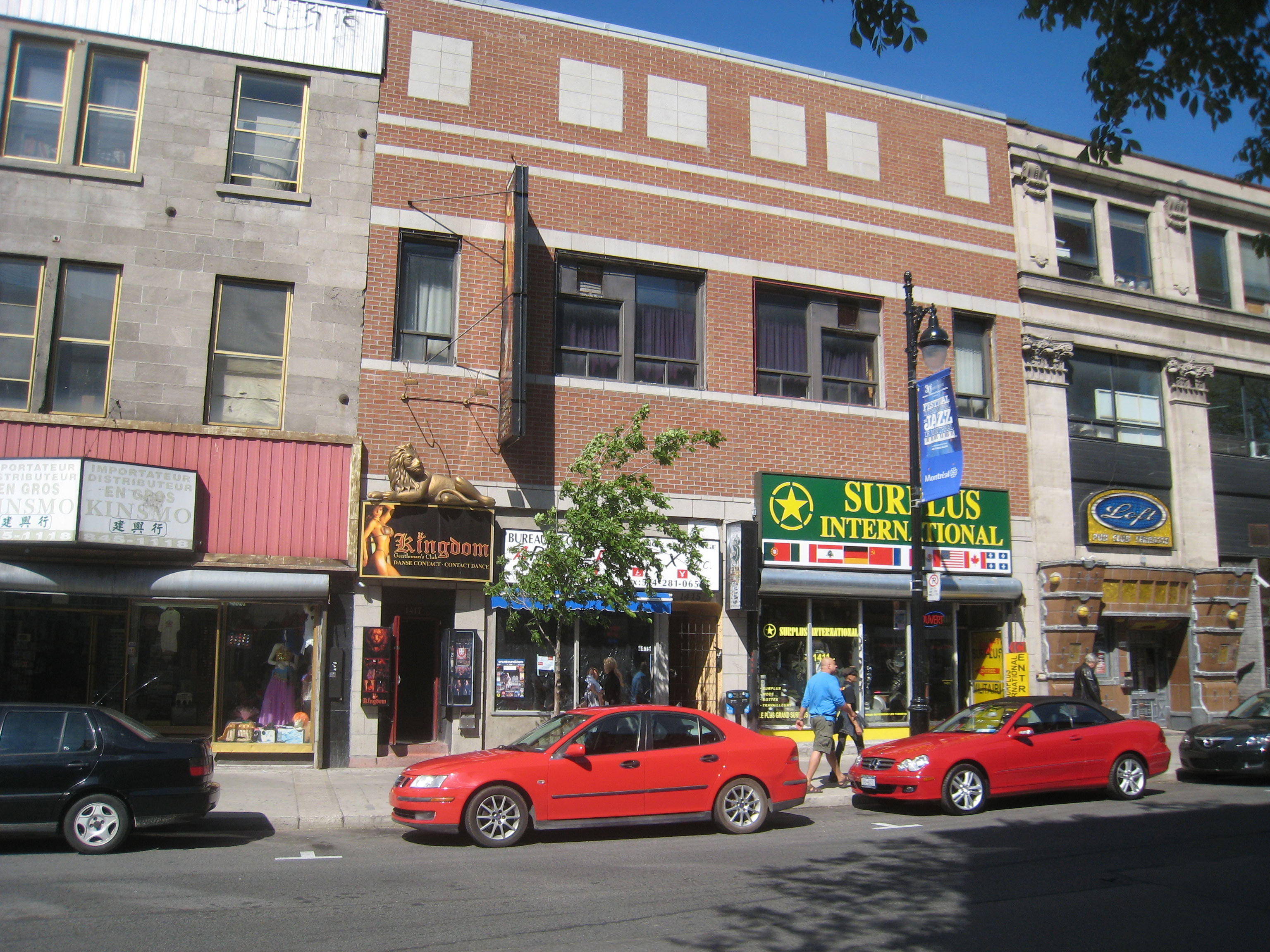
Façade.

L'ouverture du cabaret Au Faisan Doré à l'automne 1947 correspond à la grande période des cabarets montréalais mais aussi à un milieu où tous les spectacles (ou à peu près) se faisaient en anglais.
En fait, les propriétaires (Armand Courville et les frères Edmond et Marius Martin) avaient ouvert (en 1942) un premier cabaret francophone à la même adresse, le Val d'Or Café, mais sans succès. L'animation se faisait en français mais le reste du spectacle était en anglais. Après avoir eu des problèmes avec la police, le cabaret ferme ses portes en 1946 pour se faire un peu oublier, faire des réaménagements et rouvrir en 1947 sous le nom de Cabaret Au Faisan Doré.
Pour concurrencer les cabarets anglophones (très inspirés par la scène new-yorkaise), il fallait inventer un nouveau genre de cabaret pour séduire les francophones de Montréal qui continuaient de fréquenter les autres grandes salles.
Jacques Normand, qui demeura l'animateur vedette du lieu durant ses trois années d'existence, fut au cœur de cette évolution remarquable en initiant une toute nouvelle formule.
En effet, les spectacles du Faisan Doré étaient radicalement différents des cabarets anglophones montréalais et de l'expérience ratée du Val d'Or Café. Tout se passait en français et on a éliminé les numéros de variétés pour y intégrer plutôt de brefs tours de chants, presque toujours en français. L'animateur se devait d'être fantaisiste, chanteur et interviewer.
Mais ce qui distingue le plus Au Faisan Doré des autres cabarets montréalais est cet esprit de solidarité que l'on y retrouvait. Souvent sous l'impulsion de Jacques Normand, les artistes s'accompagnent les uns les autres, reprennent des refrains ensemble et participent à l'animation de la salle. Quant au public, il était invité à chanter avec les artistes selon la formule à succès développée par Jacques Normand à la radio (CKVL).
De plus, la grande piste de danse permettait de danser entre les présentations des artistes.
La formule développée par Jacques Normand aura un écho très positif auprès du public francophone et la salle de 600 places sera souvent remplie à pleine capacité. Le Faisan Doré accueillera Charles Aznavour (en duo avec Pierre Roche) en 1948 pendant 40 semaines où il donnera 11 concerts hebdomadaires.
Toutefois, les liens entre la pègre locale et les propriétaires (Armand Courville et les frères Martin) semblent réels. Le journaliste Jean-Pierre Charbonneau démontrera les liens d'affaires du cabaret avec Vic Cotroni, membre de la pègre montréalaise.
En 1950, le cabaret Au Faisan Doré cesse ses activités et une partie des artistes se transporte au Cabaret Saint-Germain-des-Prés (situé au coin des rues Saint-Urbain et Sainte-Catherine à Montréal). Pendant ce temps, l'ancien Faisan Doré devient le Café et Cabaret Montmartre qui connaîtra aussi beaucoup de succès.

## Les artistes
Le cabaret Au Faisan Doré permit à de nombreux artistes français de s'y produire. C'est ainsi que l'on y découvre le duo Charles Aznavour et Pierre Roche, Luis Mariano, Tino Rossi,  Bourvil, les frères Jacques et Charles Trenet, Georges Guétary, Jean Rafa auxquels s'ajouteront peu à peu de jeunes auteurs ou interprètes du Québec tels qu'Aglaé, Estelle Caron, Colette Bonheur, Fernand Gignac, Roger Baulu, Raymond Lévesque, Guylaine Guy, Monique Leyrac, Lise Roy et Denise Filiatrault. Jacques Normand y était évidemment omniprésent et on remarquait aussi la présence fréquente de son grand ami et complice, l'humoriste Gilles Pellerin.
À sa façon, le cabaret Au Faisan Doré participera à l'émergence d'une nouvelle génération d'artistes québécois francophones.

## Sources et liens externes
- Bourassa, A. G. et Larrue, J. M., Les nuits de la Main : Cent ans de spectacles sur le boulevard St-Laurent (1891-1991), Montréal, Éditions VLB., 1993
- Robert Gauthier, Jacques Normand, l'enfant terrible, Montréal, Ed. de l'Homme, 1998
- Jean-Pierre Charbonneau, La filière canadienne, 1975
- Université de Sherbrooke, Bilan du siècle : Au Faisan Doré